# Rory Rawlyk
Rory Rawlyk (ur. 9 września 1983 w Edmonton) – kanadyjski hokeista pochodzenia polskiego.
Ma polskie pochodzenie. Jego dziadek był Polakiem.

## Kariera
- MLAC Maple Leafs Midget AAA (1999-2000)
- Medicine Hat Tigers (2000-2002)
- Vancouver Giants (2002)
- Prince Albert Raiders (2002-2003)
- Red Deer Rebels (2003)
- Charlotte Checkers (2003-2006)
- Hartford Wolf Pack (2004, 2005, 2006)
- BIK Karlskoga (2006)
- Cincinnati Cyclones (2006-2007)
- Binghamton Senators (2006-2007)
- EV Regensburg (2007-2008)
- South Carolina Stingrays (2008)
- Phoenix Roadrunners (2008)
- Herner EV 2007 (2008-2010)
- Lausitzer Füchse (2010-2011)
- ASC Corona 2010 Braszów (2012-2013)
- Dundee Stars (2013-2014)
- Coventry Blaze (2014-2015)
- Stony Plain Eagles (2015-2016)
- Orlando Solar Bears (2016)
- ASC Corona 2010 Braszów (2016)
- Florida Everblades (2016-2017)
- Atlanta Gladiators (2017)
- ECDC Memmingen (2017-2018)
- Evansville Thunderbolts (2018-)

W swojej karierze występował w klubach lig WHL / CHL, ECHL, AHL oraz w europejskich Allsvenskan, 2. Bundeslidze i lidze rumuńskiej. W czerwcu 2013 pierwotnie został zawodnikiem Ciarko PBS Bank KH Sanok, jednak w lipcu 2013 związał się kontraktem ze szkockim klubem Dundee Stars w rozgrywkach Elite Ice Hockey League. Od lipca 2014 do początku stycznia 2015 zawodnik Coventry Blaze. Od października 2015 zawodnik Stony Plain Eagles, od lutego 2016 zawodnik Orlando Solar Bears. Od lipca 2016 ponownie zawodnik ASC Corona 2010 Braszów. Od grudnia 2016 do stycznia 2017 zawodnik Florida Everblades. Od stycznia zawodnik Atlanta Gladiators. Od maja 2017 zawodnik ECDC Memmingen.

## Sukcesy
Klubowe
- Srebrny medal ligi rumuńskiej: 2013 z ASC Corona 2010 Brașov

Indywidualne
- Sezon 2. Bundesligi 2010/2011:
  - Pierwsze miejsce w klasyfikacji strzelców wśród obrońców: 14 goli